# Банковская система Мальты
Банковская система Мальты — система кредитно-финансовых институтов Республики Мальта, состоящая из Центрального банка Мальты, Мальтийского управления финансовых услуг, коммерческих банков, международных банковских институтов и небанковских финансовых институтов.
Банковская система Мальты относится к достаточно развитым, ежегодный доход от предоставления банковских (совместно со страховыми и риэлтерскими) услуг на Мальте составляет в среднем 10% ВВП. Банковское регулирование и надзор осуществляется Центральным банком Мальты (ЦБ) и Мальтийским управлением финансовых услуг (Malta Financial Service Authority – MFSA). Центральный банк Мальты кредитует коммерческие банки и принимает от них средства. Коммерческие банки имеют два вида счетов в Центральном банке: корреспондентские счета, открываемые в основном для проведения межбанковских расчетов, и коммерческие счета, на которые ЦБ выплачивает коммерческим банкам проценты по депозитам. MFSA в соответствии с Законом о статусе этого учреждения с 1 октября 2002 года исполняет регулирующую и контрольную функции в отношении коммерческих банков, осуществляющих банковскую деятельность на территории Мальты, а также в отношении инвестиционных и страховых организаций. Кроме того, MFSA является держателем Мальтийского регистра компаний (Malta’s Registry of Companies), т. е. осуществляет регистрационный учет коммерческих компаний и лицензирование кредитно-финансовых институтов Мальты.

## Коммерческие банки
Деятельность мальтийских коммерческих банков регулируется Законом о банковской деятельности (Banking Act) от 1994 года. Крупнейшими коммерческими банками Мальты являются Bank of Valletta и HSBC Bank (Malta): на них приходится более 80% всего мальтийского рынка коммерческих кредитов. Эти банки обладают обширной сетью отделений как на самой Мальте, так и на острове Гозо, а также сетью представительств в Австралии, Канаде, Италии, Тунисе и Ливии. Всего по состоянию на 2012 год лицензиями кредитных институтов Мальты обладали 25 банков.
| Наименование (англ. )  | Национальная структура собственности | Дата основания/реорганизации | Официальный сайт   |
| ---------------------- | ------------------------------------ | ---------------------------- | ------------------ |
| Akbank T.A.S.          | Турция                               |                              | www.akbank.com.tr  |
| APS Bank Limited       | Мальта                               | 1910/1990                    | www.apsbank.com.mt |
| Banif Bank (Malta) PLC | Португалия, Мальта                   | январь 2008 года             | www.banif.com.mt   |

## Офшорные банкии международные банковские институты
Офшорный сектор Мальты официально прекратил своё существование в конце 2004 года. Мальтийские оффшорные банки, наиболее известными из которых являлись Erste Bank (Malta) Ltd, Volksbank (Malta) Ltd, HSBC Overseas Bank (Malta) Ltd, были преобразованы в коммерческие банки или международные банковские институты. Международные банковские институты (International Banking Institutions) являются специфическими коммерческими банками, предоставляющими банковские услуги для нерезидентов, их депозитные и кредитные ставки отличаются от принятых в обычных коммерческих банках Мальты. В 2006 году к таким международным банковским институтам относились 8 мальтийских банков: Erste Bank (Malta) Ltd, Akbank TAS, Disbank Malta Ltd, First International Merchant Bank, Investkredit International Bank, Izola Bank Ltd, Raiffeisen Malta Bank, Sparkasse Bank Malta и Turkie Garanti Bankasi AS.

## Небанковские финансовые институты
Небанковские финансовые институты (НФИ), в отличие от коммерческих банков, осуществляющие лишь отдельные виды банковских операций и сделок. К НФИ относятся в основном строительно-инвестиционные компании, принимающие депозиты и другие платежи для финансирования своей деятельности. Их банковская деятельность регулируется Законом о финансовых институтах 1994 года.